# Lago Talalpsee
O Lago Talalpsee é um lago localizado em Filzbach no cantão de Glarus, Suíça a uma altitude de 1.086 m acima do nível do mar. A sua superfície é de 3,2 ha.